# Джино Де Джорджі
Джино Де Джорджі (італ. Gino De Giorgi, 17 липня 1914, Флоренція - 13 вересня 1979, Рим) - італійський адмірал, начальник генерального штабу ВМС Італії протягом 1973-1977 років.

## Біографія
Джино Де Джорджі народився 17 липня 1914 року у Флоренції. У 1931 році вступив до Військово-морської академії в Ліворно, яку закінчив у 1936 році у званні гардемарина. Під час Другої світової війни служив у 19-му дивізіоні катерів MAS.
Після капітуляції Італії ніс службу на борту есмінця «Леджонаріо», потім командував корветом «Дріаде».
У 1952 році отримав звання капітана II рангу і був призначений командувачем 1-ї флотилії Групи спеціальних операцій (італ. Gruppo di intervento speciale). Того ж року був переведений на службу у Військово-морському командуванні Тірренського моря, де перебував до 1957 року.
З серпня 1957 року по травень 1958 року командував 4-м дивізіоном корветів, потім був переведений у Відділ телекомунікацій генерального штабу ВМС Італії, де займався вивченням та дослідженням нових технологій електронної війни.
Надалі Джино Де Джорджі представляв Італію в Comando Alleato Atlantico (SACLANT) у Норфолку і як аташе у Standing Group у Вашингтоні. Отримавши звання капітана I рангу, керував Командною школою флоту (італ. Scuola Comando), був начальником штабу 1-ї морської дивізії, і зрештою керівником департаменту загальних досліджень генерального штабу флоту. З жовтня 1964 року по травень 1966 року пройшов навчання у Центрі вищої військової освіти (італ. Centro Alti Studi Militari).
Отримавши у грудні 1964 року звання контрадмірала, Джино Де Джорджі був призначений керівником відділу телекомунікацій генерального штабу ВМС, з жовтня 1968 року - начальник департаменту загального планування та фінансування генерального штабу збройних сил Італії.
У грудні того ж року отримав звання дивізійного адмірала.
З січня 1970 року по березень 1972 року був заступником начальника генерального штабу військово-морських сил. Після отримання звання ескадреного адмірала був командувачем командував оперативними силами флоту.
З 5 травня 1973 року по 31 липня 1977 року був начальником генерального штабу військово-морських сил.
Протягом періоду, коли він обіймав цю посаду, з огляду на політично-військову ситуацію, що виникла в той час у Середземноморському регіоні після війни Судного дня та дедалі більшої радянської присутності в цьому регіоні, у листопаді 1973 року адмірал Де Джорджі опублікував документ, відомий як «Біла книга військово-морського флоту» (італ. Libro Bianco della Marina), в якому аналізуються зобов'язання, які італійський військовий флот повинен був виконати в нових сценаріях, що чекали попереду, і неможливість ВМС оновлювати флот через брак коштів. Через кілька років цей документ призвів до ухвалення Військово-морського закону 1975 року, який став передумовою для істотної модернізації італійського флоту.
Джино Де Джорджі помер 16 вересня 1979 року у Римі.
Його син Джузеппе Де Джорджі також обрав кар'єру військового моряка і протягом 2013-2016 років також обіймав посаду начальника генерального штабу військово-морських сил Італії.

## Нагороди
- Кавалер Великого хреста Ордена «За заслуги перед Італійською Республікою»
- Срібна медаль «За військову доблесть» (нагороджений двічі)
- Хрест «За військову доблесть» (нагороджений двічі)
- Золотий хрест за вислугу років (25 років)
- Почесна медаль за довголітнє судноводіння (20 років)
- Пам'ятна медаль за війну 1940-1943 років